# Улица Бебеля (Тверь)
Улица Бе́беля — улица в Центральном районе Твери. Находится в исторической части города Затьмачье.

## Расположение
Улица Бебеля начинается от Тверской площади и улицы Софьи Перовской, продолжается в юго-западном направлении. Пересекает набережную Тьмаки, улицы Ефимова, Дмитрия Донского, переулок Трудолюбия и Беляковский переулок. Упирается в 1-й Головинский вал и переходит в Одностороннюю улицу.
Общая протяжённость улицы Бебеля составляет более 1,2 км.

## История
Улица Бебеля появилась во время регулярной планировки Затьмачья в 1770-х годах. Изначально называлась Жёлтиковой улицей, так как служила одним из путей из города в Жёлтиковский монастырь. В первой половине XIX века стала носить название 2-й Никольской улицы в честь Никольского храма (уничтожен советскими властями).
Застраивалась одно- и двухэтажными каменными и деревянными домами, в значительной мере купеческими Некоторые из них имеют статус памятников архитектуры.
В 1901 году в створе этой улицы был построен мост через Тьмаку, по которому проложили одноколейный узкий трамвайный путь до набережной реки Тьмаки (мост взорван во время немецкой оккупации, отремонтирован 1969 году).
В 1919 году 2-я Никольская улица была переименована в честь Августа Бебеля.
В 1930-х годах были построены дома № 3, 4/43. В 1948 году был построен пятиэтажный жилой дом № 5.
В 2000-х годах на месте снесённых домов № 28, 36, 38 и 40 были выстроены коттеджи.

## Здания и сооружения
Здания и сооружения улицы, являющиеся объектами культурного наследия:
- Памятник И. А. Крылову

- Дома 9, 12, 32, 50 — памятники архитектуры с названием «дом жилой»;
- Дом 12 — городская усадьба;
- Дом 22 — городская усадьба;
- Дом 42 — дом жилой с флигелем.